# Ястржембский, Лев Андреевич
Лев Андре́евич Ястрже́мбский (11 июля 1921, Москва, РСФСР — 3 августа 2000, там же, Российская Федерация) — российский историк, москвовед, некрополист, директор Музея истории и реконструкции г. Москвы (1953—1976), заслуженный работник культуры РСФСР (1969).

## Родственные связи. Военная служба. Образование
Сын теплофизика А. С. Ястржембского, племянник художника А. С. Ястржембского, дядя государственного деятеля, дипломата и режиссёра-документалиста С. В. Ястржембского.
Участник Великой Отечественной войны (электромеханик на Авиационной ремонтной базе № 1 13-й воздушной армии Ленинградского фронта). За время военной службы (1940—1949) участвовал в двух знаменательных парадах на Красной площади — 1 мая 1941 (последний предвоенный парад) и 24 июня 1945 (Парад Победы).
Окончил 2-ю Московскую военную школу авиамехаников (1941). В 1943—1947 учился на подготовительном курсе ВВИА и в Военном институте иностранных языков (слушателем которого принял участие в победном параде 1945). В 1947—1949 работал сначала техником-лаборантом, а затем исполняющим обязанности начальника лаборатории на военной кафедре Московского энергетического института; в октябре 1947 получил звание лейтенанта; в январе — феврале 1949 уволился в запас. С 1947, не находя в себе склонности к языкам и техническим наукам, начал заочное обучение на историческом факультете Московского областного педагогического института (окончил с отличием в 1954).

## Краеведческая и музейная деятельность
В 1949 Ястржембский занял только что учреждённую должность старшего инспектора по охране памятников культуры при Моссовете. В сотрудничестве с В. В. Сорокиным, М. Ю. Барановской, Б. С. Земенковым и другими москвоведами развернул работу по выявлению, паспортизации, постановке на охрану и восстановлению мемориальных зданий и памятников московского некрополя; подготовил список важнейших исторических памятников Москвы, впоследствии утверждённый Совмином РСФСР. Совместно с Сорокиным определил места уничтоженных и забытых могил ряда выдающихся деятелей (декабриста А. П. Беляева и матроса-революционера А. Г. Железнякова, композиторов А. Н. Верстовского и С. С. Гулак-Артемовского, физика Н. А. Умова и других), организовал сооружение над этими захоронениями новых надгробий; одновременно восстанавливались заброшенные могилы (например, художника А. К. Саврасова).
В начале 1950-х Ястржембский участвовал в составлении «Московского некрополя» (издание не осуществлено).
Известен как автор-архитектор мемориальных досок Л. В. Собинову (1950; Камергерский пер., 5), С. А. Чаплыгину (1950; ул. Чаплыгина, 1а), А. П. Чехову (1954; ул. Садовая-Кудринская, 6).
С 1953, после перевода на должность директора Музея истории и реконструкции Москвы, Ястржембский поддерживал налаженные им научные связи заседаниями ученого совета и изданием «Трудов» музея. Под его руководством впервые была создана охватившая всю историю города постоянная экспозиция, активизировалось комплектование фондов (археологические раскопки, экспедиции в кварталы, подлежавшие сносу); многие уникальные экспонаты и редкости поступили в музей благодаря личным усилиям Ястржембского. Под его редакцией вышло 2-е издание посвящённой музею книги И. С. Романовского «Музей великого города» (М., 1961). Одновременно развивались международные связи музея (с музеями Праги, Софии, Гаваны и т. д.).
С 1976 Ястржембский занимал должность главного хранителя, затем заведующего отделом специального хранения Государственного исторического музея. После выхода на пенсию продолжал работать научным сотрудником ГИМа и Музея истории города Москвы до 1995.

## Исследования и литературное творчество
В сборнике «Декабристы в Москве» (М., 1963) Ястржембский поместил свою статью «Московский некрополь декабристов», отразившую его деятельность как исследователя московских кладбищ. К научным интересам некрополиста относится и публикация им воспоминаний В. Г. Лидина о перенесении в 1931 праха Н. В. Гоголя, А. С. Хомякова и Н. М. Языкова с уничтожавшегося кладбища Данилова монастыря на Новодевичье кладбище. В 1992 у Ястржембского оказались заметки ещё одного очевидца этого события, Н. П. Сытиной (дочери историка П. В. Сытина), написанные в форме замечаний к газетной статье о перезахоронении останков Гоголя — этот источник, обнаруженный после кончины москвоведа в его личном архиве, ныне также опубликован.
Работа Ястржембского в Комиссии по наименованию улиц обусловила его исследования в сфере московской топонимики и участие в составлении путеводителя «Имена московских улиц» (1-е изд. — М., 1972; последнее, 5-е — М., 1988).
В целом, Ястржембским было написано довольно значительное количество статей и книг по истории столицы, большей частью в соавторстве с В. В. Сорокиным или М. М. Шегалом — наиболее известны «Памятники литературной Москвы» (М., 1957), «Революционные памятные места Москвы» (М., 1960), «Дом большой судьбы» (М., 1982), «Москва в вопросах и ответах» (М., 1987). Постоянно сотрудничая с периодическими изданиями, Ястржембский вёл москвоведческие рубрики в «Вечерней Москве» и «Московской правде» (1950—1960-е). В соавторстве с Шегалом часто выступал под общим псевдонимом: В. Двойнов (наиболее употребляемый соавторами), Л. Михалев, М. Андреев, Л. Андреев, Л. Марков, Л. Андреевский. С 1965 являлся членом Союза журналистов.
Как один из авторов статей словарной части Ястржембский участвовал в создании энциклопедии «Москва» (М., 1980).

## Семья. Адреса. Место погребения
С 1944 Ястржембский был женат на Лидии Тихоновне, урождённой Воробьёвой (1921, Москва — 1998, Москва); сын — Андрей (р. 1945, Москва).
Проживал в Москве, вместе с родителями (см. об А. С. Ястржембском), в частности, с 1937 — на Ленинградском шоссе (ныне — Ленинградский проспект, 44).
Похоронен на Введенском кладбище (5 уч.).

## Список трудов (основные публикации)[13]
- Памятники литературной Москвы в гравюрах художника А. Мищенко / Предисл. Б. С. Земенкова. — М.: Советская Россия, 1957. — 144 с. (в соавторстве с В. В. Сорокиным).
- Революционные памятные места Москвы / Гравюры А. И. Мищенко; предисл. Г. Костомарова. — М.: Советская Россия, 1960. — 240 с. (в соавторстве с М. М. Шегалом).
- Московский некрополь декабристов // Декабристы в Москве: Сборник статей / Под ред. Ю. Г. Оксмана. — М.: Московский рабочий, 1963. — С. 265—278. — (Труды Музея истории и реконструкции Москвы; Вып. 8).
- Знаете ли вы? Москва в вопросах и ответах. — М.: Московский рабочий, 1964. — 147 с. (в соавторстве с М. М. Шегалом, под общим псевдонимом В. Двойнов); То же. — 2-е изд., доп. — М., 1965. — 167 с.; То же. — 3-е изд. — М., 1973. — 232 с.
- Москва: Путеводитель по Москве / Центральное рекламно-информационное агентство Министерства гражданской авиации СССР «Авиареклама». — [М., 1969][14]. — 244 с. (очевидно, в соавторстве с М. М. Шегалом).
- Москва: [Путеводитель] / Авторы-составители М. М. Шегал, Л. А. Ястржембский. — М.: Планета, 1970. — [144 с.].
- Имена московских улиц / Под общ. ред. А. М. Пегова. — М.: Московский рабочий, 1972. — 368 с. (в составе авторского коллектива); То же. — 2-е изд., перераб. и доп. — М., 1975. — 536 с.; То же. — 3-е изд., перераб. и доп. — М., 1979. — 568 с.; То же. — 4-е изд., перераб. и доп. — М., 1985. — 462 с.; То же / Под общ. ред. Г. К. Ефремова. — 5-е изд., перераб. и доп. — М., 1988. — 480 с. — ISBN 5-239-00067-0.
- По революционной Москве: Путеводитель по памятным местам Москвы. — М.: Советская Россия, 1972. — 176 с. (в соавторстве с М. М. Шегалом).
- В музеях Кубы // Музейное дело в СССР / Министерство культуры СССР. — М.: Советская Россия, 1973. — С. 209—213.
- Башни Московского Кремля: 24 открытки / Художник В. Чмаров; автор текста М. Шегал; консультант Л. Ястржембский. — М.: Изобразительное искусство, 1979.
- Москва: Энциклопедия / Гл. ред. А. Л. Нарочницкий. — М.: Советская Энциклопедия, 1980. — 688 с. (в числе авторов статей словарной части).
- Дом большой судьбы: Путеводитель: [Кинотеатр повторного фильма (Большая Никитская улица, 23)]. — М.: Московский рабочий, 1982. — 48 с. — (Биография московского дома) (в соавторстве с М. М. Шегалом, взявшим псевдоним М. М. Синютин).
- Театр на Яузе. «Описание воздушных путешествий…» Первый водопровод. Знаете ли вы, что… // Куранты: Историко-краеведческий альманах. — [Вып. 1]. — М.: Московский рабочий, 1983. — С. 358—367 (в соавторстве с М. М. Шегалом, взявшим псевдоним Михаил Марков).
- Москва в вопросах и ответах: Справочник. — М.: Московский рабочий, 1987—224 с. (в соавторстве с М. М. Шегалом, взявшим псевдоним М. М. Синютин).
- Перенесение праха Н. В. Гоголя: [В. Г. Лидин «Перенесение праха Гоголя»] / Публ. и предисл. Л. А. Ястржембского // Российский архив: (История Отечества в свидетельствах и документах XVIII—XX вв.). — Вып. 1. — М.: Студия «ТРИТЭ» — «Российский Архив», 1991. — С. 243—246.
- Барановская Мария Юрьевна // Историки и краеведы Москвы: Некрополь: Биобиблиографический справочник / Сост. Л. В. Иванова. — М.: Издательство объединения «Мосгорархив», 1996. — С. 17—18 (в соавторстве с Л. В. Ивановой).
- Шереметевский Владимир Владимирович // Там же. — С. 186—187.